# Trentième circonscription de Paris de 1958 à 1986
De 1958 à 1986, la trentième circonscription législative de Paris recouvrait deux quartiers du 20e arrondissement de la capitale, les quartiers Belleville et Saint-Fargeau. Cette délimitation s'est appliquée aux sept premières législatures de la Cinquième République française. De 1958 à 1967, elle se confond avec la 30e circonscription de la Seine.

## Députés élus
| Législature | Début de mandat | Fin de mandat  | Député élu      |  | Parti politique | Observations                                                       |
| ----------- | --------------- | -------------- | --------------- |  | --------------- | ------------------------------------------------------------------ |
| Ire         | 9 décembre 1958 | 9 octobre 1962 | Roger Pinoteau  |  | CNIP            | mandat écourté à la suite d'une dissolution de Charles de Gaulle   |
| IIe         | 6 décembre 1962 | 2 avril 1967   | Marc Saintout   |  | UNR             |                                                                    |
| IIIe        | 3 avril 1967    | 30 mai 1968    | Claire Vergnaud |  | PCF             | mandat écourté à la suite d'une dissolution de Charles de Gaulle   |
| IVe         | 11 juillet 1968 | 1er avril 1973 | Roland Carter   |  | UDR             |                                                                    |
| Ve          | 2 avril 1973    | 2 avril 1978   | Daniel Dalbera  |  | PCF             |                                                                    |
| VIe         | 3 avril 1978    | 22 mai 1981    | Didier Bariani  |  | UDF             | mandat écourté à la suite d'une dissolution de François Mitterrand |
| VIIe        | 2 juillet 1981  | 1er avril 1986 | Michel Charzat  |  | PS              |                                                                    |

En 1985, le président de la République François Mitterrand changea le mode de scrutin des députés en établissant le scrutin proportionnel par département. Le nombre de députés du département de Paris fut ramené de 31 à 21 et les circonscriptions furent supprimées au profit du département.

## Évolution de la circonscription
En 1986, cette circonscription a été scindée en deux : la partie ouest a été fusionnée avec la neuvième circonscription et une partie de la trente et unième circonscription pour former la nouvelle « sixième circonscription » et la partie est a été jointe à la plus grande partie de la trente et unième circonscription pour former la nouvelle « vingt et unième circonscription ».

### Élections de 1958
| Candidat                         | Candidat           | Parti          | Premier tour | Premier tour | Second tour | Second tour |  |
| Candidat                         | Candidat           | Parti          | Voix         | %            | Voix        | %           |  |
| -------------------------------- | ------------------ | -------------- | ------------ | ------------ | ----------- | ----------- |  |
|                                  | Roger Pinoteau élu | CNIP           | 11 994       | 30           | 17 138      | 43,63       |  |
|                                  | Madeleine Marzin   | PCF            | 11 792       | 29,49        | 13 042      | 33,2        |  |
|                                  | Henri Cognat       | UNR            | 8 616        | 21,55        | 9 101       | 23,17       |  |
|                                  | Marcel Paviot      | SFIO           | 5 142        | 12,86        | Retrait     | Retrait     |  |
|                                  | Philippe Monin     | RGR            | 1 811        | 4,53         |             |             |  |
|                                  | Raymond Aubry      | UFF            | 627          | 1,57         |             |             |  |
|                                  |                    |                |              |              |             |             |  |
| Inscrits                         | Inscrits           | Inscrits       | 53 245       | 100,00       | 53 245      | 100,00      |  |
| Abstentions                      | Abstentions        | Abstentions    | 12 141       | 22,8         | 13 147      | 24,69       |  |
| Votants                          | Votants            | Votants        | 41 104       | 77,2         | 40 098      | 75,31       |  |
| Blancs et nuls                   | Blancs et nuls     | Blancs et nuls | 1 122        | 2,73         | 817         | 2,04        |  |
| Exprimés                         | Exprimés           | Exprimés       | 39 982       | 97,27        | 39 281      | 97,96       |  |
| Source : Data.gouv.fr et CEVIPOF |                    |                |              |              |             |             |  |

Le suppléant de Roger Pinoteau était Benoit Lanneyrie, commandant, pilote aviateur de réserve.

### Élections de 1962
| Candidat                         | Candidat               | Parti          | Premier tour | Premier tour | Second tour | Second tour |  |
| Candidat                         | Candidat               | Parti          | Voix         | %            | Voix        | %           |  |
| -------------------------------- | ---------------------- | -------------- | ------------ | ------------ | ----------- | ----------- |  |
|                                  | Madeleine Marzin       | PCF            | 10 808       | 34,03        | 14 314      | 46,47       |  |
|                                  | Marc Saintout élu      | UNR-UDT        | 10 253       | 32,28        | 16 490      | 53,53       |  |
|                                  | Roger Pinoteau sortant | CNIP           | 7 668        | 24,14        | Retrait     | Retrait     |  |
|                                  | Pierre Astier          | SFIO           | 3 034        | 9,55         | Retrait     | Retrait     |  |
|                                  |                        |                |              |              |             |             |  |
| Inscrits                         | Inscrits               | Inscrits       | 48 906       | 100,00       | 48 906      | 100,00      |  |
| Abstentions                      | Abstentions            | Abstentions    | 16 477       | 33,69        | 16 401      | 33,54       |  |
| Votants                          | Votants                | Votants        | 32 429       | 66,31        | 32 505      | 66,46       |  |
| Blancs et nuls                   | Blancs et nuls         | Blancs et nuls | 666          | 2,05         | 1 701       | 5,23        |  |
| Exprimés                         | Exprimés               | Exprimés       | 31 763       | 97,95        | 30 804      | 94,77       |  |
| Source : Data.gouv.fr et CEVIPOF |                        |                |              |              |             |             |  |

Le suppléant de Marc Saintout était Daniel Col.

### Élections de 1967
| Candidat       | Candidat             | Parti          | Premier tour | Premier tour | Second tour | Second tour |  |
| Candidat       | Candidat             | Parti          | Voix         | %            | Voix        | %           |  |
| -------------- | -------------------- | -------------- | ------------ | ------------ | ----------- | ----------- |  |
|                | Solange Troisier     | UD-Ve          | 12 952       | 37,52        | 15 867      | 48,65       |  |
|                | Claire Vergnaud élue | PCF            | 10 872       | 31,5         | 16 749      | 51,35       |  |
|                | Pierre Astier        | FGDS (SFIO)    | 3 936        | 11,4         |             |             |  |
|                | Roger Pinoteau       | CD (PDM)       | 3 071        | 8,9          |             |             |  |
|                | André Gozard         | PSU            | 1 970        | 5,71         |             |             |  |
|                | Jean Dides           | Divers droite  | 1 718        | 4,98         |             |             |  |
|                |                      |                |              |              |             |             |  |
| Inscrits       | Inscrits             | Inscrits       | 43 545       | 100,00       | 43 545      | 100,00      |  |
| Abstentions    | Abstentions          | Abstentions    | 8 389        | 19,27        | 9 673       | 22,21       |  |
| Votants        | Votants              | Votants        | 35 156       | 80,73        | 33 872      | 77,79       |  |
| Blancs et nuls | Blancs et nuls       | Blancs et nuls | 637          | 1,81         | 1 256       | 3,71        |  |
| Exprimés       | Exprimés             | Exprimés       | 34 519       | 98,19        | 32 616      | 96,29       |  |

Michel Férignac, ouvrier photograveur était le suppléant de Claire Vergnaud.

### Élections de 1968
| Candidat       | Candidat                 | Parti          | Premier tour | Premier tour | Second tour | Second tour |  |
| Candidat       | Candidat                 | Parti          | Voix         | %            | Voix        | %           |  |
| -------------- | ------------------------ | -------------- | ------------ | ------------ | ----------- | ----------- |  |
|                | Claire Vergnaud sortante | PCF            | 8 759        | 27,41        | 13 513      | 45,99       |  |
|                | Roland Carter élu        | UDR            | 8 358        | 26,15        | 15 868      | 54,01       |  |
|                | Marc Saintout            | Modérés        | 3 389        | 10,6         |             |             |  |
|                | Jacques Rosenthal        | CD (PDM)       | 3 183        | 9,96         |             |             |  |
|                | Jacqueline Aventin       | RI             | 2 863        | 8,96         |             |             |  |
|                | Pierre Astier            | FGDS (SFIO)    | 2 604        | 8,15         |             |             |  |
|                | Léon Goldberg            | PSU            | 2 259        | 7,07         |             |             |  |
|                | Michel Gardelle          | TD             | 352          | 1,1          |             |             |  |
|                | René Dedieu              | Rad            | 194          | 0,61         |             |             |  |
|                |                          |                |              |              |             |             |  |
| Inscrits       | Inscrits                 | Inscrits       | 41 205       | 100,00       | 41 205      | 100,00      |  |
| Abstentions    | Abstentions              | Abstentions    | 8 877        | 21,54        | 10 651      | 25,85       |  |
| Votants        | Votants                  | Votants        | 32 328       | 78,46        | 30 554      | 74,15       |  |
| Blancs et nuls | Blancs et nuls           | Blancs et nuls | 367          | 1,14         | 1 173       | 3,84        |  |
| Exprimés       | Exprimés                 | Exprimés       | 31 961       | 98,86        | 29 381      | 96,16       |  |

Charles Paccagnini, fonctionnaire en retraite, était le suppléant de Roland Carter.

### Élections de 1973
| Candidat       | Candidat              | Parti          | Premier tour | Premier tour | Second tour | Second tour |  |
| Candidat       | Candidat              | Parti          | Voix         | %            | Voix        | %           |  |
| -------------- | --------------------- | -------------- | ------------ | ------------ | ----------- | ----------- |  |
|                | Roland Carter sortant | UDR (URP)      | 8 331        | 26,74        | 14 564      | 48,64       |  |
|                | Daniel Dalbera élu    | PCF            | 7 918        | 25,42        | 15 359      | 51,29       |  |
|                | Pierre Astier         | PS (UGSD)      | 5 742        | 18,43        | Retrait     | Retrait     |  |
|                | Pierre Leclair        | CD (MR)        | 4 569        | 14,67        | 21          | 0,07        |  |
|                | Guy Philippon         | PSU            | 1 446        | 4,64         |             |             |  |
|                | Jean-Pierre Morata    | Divers droite  | 1 009        | 3,24         |             |             |  |
|                | Adrien Ferly          | LO             | 704          | 2,26         |             |             |  |
|                | M. Pailly             | FN             | 685          | 2,2          |             |             |  |
|                | Roger Follet          | Divers droite  | 416          | 1,34         |             |             |  |
|                | M. Baudson            | Divers droite  | 333          | 1,07         |             |             |  |
|                |                       |                |              |              |             |             |  |
| Inscrits       | Inscrits              | Inscrits       | 39 430       | 100,00       | 39 430      | 100,00      |  |
| Abstentions    | Abstentions           | Abstentions    | 7 765        | 19,69        | 7 957       | 20,18       |  |
| Votants        | Votants               | Votants        | 31 665       | 80,31        | 31 473      | 79,82       |  |
| Blancs et nuls | Blancs et nuls        | Blancs et nuls | 512          | 1,62         | 1 529       | 4,86        |  |
| Exprimés       | Exprimés              | Exprimés       | 31 153       | 98,38        | 29 944      | 95,14       |  |

Michel Férignac, ouvrier photograveur, était le suppléant de Daniel Dalbera.

### Élections de 1978
| Candidat       | Candidat               | Parti                | Premier tour | Premier tour | Second tour | Second tour |  |
| Candidat       | Candidat               | Parti                | Voix         | %            | Voix        | %           |  |
| -------------- | ---------------------- | -------------------- | ------------ | ------------ | ----------- | ----------- |  |
|                | Didier Bariani élu     | UDF (Rad)            | 7 689        | 23,56        | 16 580      | 51,06       |  |
|                | Daniel Dalbera sortant | PCF                  | 7 579        | 23,22        | 15 891      | 48,94       |  |
|                | Michel Charzat         | PS                   | 7 484        | 22,93        | Retrait     | Retrait     |  |
|                | Lucien Daniel          | RPR                  | 5 163        | 15,82        |             |             |  |
|                | René Panigel           | Écologie 78          | 1 421        | 4,35         |             |             |  |
|                | Guy Philippon          | PSU (FA)             | 1 171        | 3,59         |             |             |  |
|                | Pierre Brochet         | Divers droite (UNMP) | 417          | 1,28         |             |             |  |
|                | Jacques Bodart         | FN                   | 403          | 1,23         |             |             |  |
|                | Roselyne Réveillon     | LO                   | 353          | 1,08         |             |             |  |
|                | Georges Folliot        | PFN                  | 329          | 1,01         |             |             |  |
|                | Françoise Malifaud     | LCR (PSPT)           | 260          | 0,8          |             |             |  |
|                | Charles Waksmann       | Divers droite (RUC)  | 158          | 0,48         |             |             |  |
|                | Gérard Paris           | FRP                  | 87           | 0,27         |             |             |  |
|                | Jean Abadie            | PSD                  | 70           | 0,21         |             |             |  |
|                | Arlette Crohem         | UOPDP                | 50           | 0,15         |             |             |  |
|                |                        |                      |              |              |             |             |  |
| Inscrits       | Inscrits               | Inscrits             | 42 955       | 100,00       | 42 955      | 100,00      |  |
| Abstentions    | Abstentions            | Abstentions          | 9 892        | 23,03        | 9 325       | 21,71       |  |
| Votants        | Votants                | Votants              | 33 063       | 76,97        | 33 630      | 78,29       |  |
| Blancs et nuls | Blancs et nuls         | Blancs et nuls       | 429          | 1,3          | 1 159       | 3,45        |  |
| Exprimés       | Exprimés               | Exprimés             | 32 634       | 98,7         | 32 471      | 96,55       |  |

Le suppléant de Didier Bariani était Jean-Louis Bergeal, cadre supérieur.

### Élections de 1981
| Candidat       | Candidat               | Parti          | Premier tour | Premier tour | Second tour | Second tour |  |
| Candidat       | Candidat               | Parti          | Voix         | %            | Voix        | %           |  |
| -------------- | ---------------------- | -------------- | ------------ | ------------ | ----------- | ----------- |  |
|                | Didier Bariani sortant | UDF (Rad)      | 10 184       | 38,64        | 12 534      | 45,64       |  |
|                | Michel Charzat élu     | PS             | 9 290        | 35,25        | 14 929      | 54,36       |  |
|                | Daniel Dalbéra         | PCF            | 4 061        | 15,41        |             |             |  |
|                | Angéla Loyer           | MÉP            | 862          | 3,27         |             |             |  |
|                | Philippe Vermot        | FN             | 844          | 3,20         |             |             |  |
|                | Guy Philippon          | PSU            | 448          | 1,70         |             |             |  |
|                | Sophie-Laurence Roy    | Divers droite  | 440          | 1,67         |             |             |  |
|                | Amanda Helleu          | LO             | 223          | 0,84         |             |             |  |
|                |                        |                |              |              |             |             |  |
| Inscrits       | Inscrits               | Inscrits       | 40 170       | 100,00       | 40 170      | 100,00      |  |
| Abstentions    | Abstentions            | Abstentions    | 13 493       | 33,59        | 12 093      | 30,1        |  |
| Votants        | Votants                | Votants        | 26 677       | 66,41        | 28 077      | 69,9        |  |
| Blancs et nuls | Blancs et nuls         | Blancs et nuls | 325          | 1,22         | 614         | 2,19        |  |
| Exprimés       | Exprimés               | Exprimés       | 26 352       | 98,78        | 27 463      | 97,81       |  |

Jean Brocas, Professeur à la Faculté de médecine, était le suppléant de Michel Charzat.